# Баґно (Вармінсько-Мазурське воєводство)
Баґно (пол. Bagno, нім. Ludwigslust) — село в Польщі, у гміні Нове-Място-Любавське Новомейського повіту Вармінсько-Мазурського воєводства.
Населення — 214 осіб (2011).
У 1975-1998 роках село належало до Торунського воєводства.

## Демографія
Демографічна структура станом на 31 березня 2011 року:
|          | Загалом | Допрацездатний вік | Працездатний вік | Постпрацездатний вік |
| -------- | ------- | ------------------ | ---------------- | -------------------- |
| Чоловіки | 109     | 21                 | 81               | 7                    |
| Жінки    | 105     | 18                 | 66               | 21                   |
| Разом    | 214     | 39                 | 147              | 28                   |